# Пришествие Дьявола
«Пришествие Дьявола» (англ. Devil's Due) — сверхъестественный триллер Мэтта Беттинелли и Тайлера Джиллетта по сценарию Линдсэй Дэвлина. В фильме снимались: Эллисон Миллер, Зак Гилфорд, Сэм Андерсон и другие. Премьера в России состоялась 30 января 2014 года, релиз на DVD запланирован на 22 мая 2014 года. По системе рейтингов MPAA фильм получил оценку «R» (До 17 лет обязательно сопровождение родителя или взрослого). Создатели фильма заявили, что они рассматривали фильм как «жуткий триллер» и «тревожную историю любви», а не как фильм ужасов.

## Сюжет
Молодая пара — Зак и Саманта МакКолл недавно поженились и решили провести свой медовый месяц в Доминиканской Республике. Там они посетили гадалку, которая увидела зловещие события в будущем девушки. Возмущённые молодожены решают уйти от ворожеи и ловят такси, где водитель, мужчина средних лет, предлагает им развеяться в местном баре, на что те неохотно соглашаются. Изрядно напившись они теряют над собой контроль, и им кажется, что их уводят в подвал, где какие-то сектанты проводят тёмный ритуал над Самантой. На следующее утро новобрачные просыпаются в своем отеле и ничего не могут вспомнить о предыдущей ночи.
Через пару недель Саманта обнаруживает что беременна, несмотря на то, что она пользовалась противозачаточными средствами. Немного шокированные влюблённые вне себя от радости и хотят как можно скорее сообщить хорошие новости семье и друзьям. Немного позже, пара посещает первое УЗИ, где врач говорит, что ребёнок выглядит здоровым и Сэм должна родить к концу марта. В этот момент на экране аппарата проявляются помехи и изображение восстанавливается после короткой паузы. На протяжении своей беременности, девушка начинает испытывать кровотечения из носа и тягу к сырому мясу, несмотря на то, что она вегетарианка. Также у неё проявляются некоторые сверхъестественные способности, такие как телекинез и необъяснимое чувство гнева, когда ей, или ребёнку может угрожать потенциальная опасность. Кроме того, Зак и Сэм начинают замечать, что странный человек иногда наблюдает за их домом. Девушке начинает казаться, что с ребёнком что-то не так. Но врач (который также является членом секты, так как он сменил не просто так другого врача которые молодая пара ходили на УЗИ в первый раз) никак не реагирует на её опасения, списывая всё на нервное состояние во время беременности, и лишь советует поставить в доме молодоженов скрытые камеры, чтобы наблюдать за поведением девушки и убедиться, что она не навредит плоду.
Находясь на восьмом месяце беременности, Саманта решает посетить святое причастие в церкви, но священник, который когда-то возглавил свадьбу молодых, прямо во время службы начинает внезапно кашлять кровью. Позже, у себя дома, Зак просматривает фотографии с медового месяца, и на одной из фотографий видит странный символ у таксиста, который предлагал молодоженам выпить в баре. Он посещает священника в больнице, где показывает ему свою находку. Священнослужитель объясняет, что символ связан с вызовом Антихриста. Зак решает исследовать символ дальше и это приводит его к заброшенному зданию, где он находит фотографии со скрытых камер своего дома, а также сектантов, которые готовятся совершить какой-то тёмный обряд. Заку чудом удается сбежать из этого злополучного места.
Придя домой, парень слышит крик Саманты, после которого все стекла в доме разбиваются вдребезги. Он находит девушку в детской комнате, с ножом, приставленным к животу. Зак просит её не делать этого, но девушка, с помощью телекинеза, отбрасывает его и вскрывает себе чрево, после чего происходит яркая вспышка света. Очнувшись, Зак находит жену в луже крови, где около неё лежит живой ребёнок(облик ребёнка похож на дьявола или он так выглядит так как был весь в крови). Вдруг в комнату заходят те самые врач и таксист, которые уносят младенца, не обращая внимание на крики и просьбы обессиленного отца оставить их в покое. В настоящее время Зак арестован и допрошен полицией в связи со смертью его жены и исчезновением ребёнка. Дальнейшая его судьба остаётся неизвестной, так как все доказательства уничтожены. В конце фильма зрителю показывается другая пара, проводящая медовый месяц в Париже, где уже известный таксист приглашает их в бар(вероятно им грозит та судьба которая случилась).

## В главных ролях
| Актёр                 | Роль            |
| --------------------- | --------------- |
| Эллисон Миллер        | Саманта МакКолл |
| Зак Гилфорд           | Зак МакКолл     |
| Сэм Андерсон          | отец Томас      |
| Ванесса Рэй           | Сьюзи           |
| Мэдисон Вульф         | Бриттани        |
| Майкл Пападжон        | офицер полиции  |
| Грифф Фурст           | Кит             |
| Билл Мартин Уильямс   | Кен             |
| Джеральдин Сингер     | Салли           |
| Джулия Дентон Френсис | Натали          |
| Колин Уолкер          | Стэнли          |

## Производство
18 декабря 2012 года кинокомпания 20th Century Fox заявила, что Мэттью Беттинелли и Тайлер Джиллетт будут режиссировать фильм «Пришествие Дьявола», по сценарию Линдсэй Дэвлина.

Хотя Мэттью Беттинелли и Тайлер Джиллетт уже были приглашены на работу в другие проекты, они выбрали «Пришествие Дьявола» из-за того, что сценарий был посвящён «необычным» отношениям между двумя главными героями. За основу был взят фильм «Ребёнок Розмари», но режиссёры решили добавить некоторые отличия(включая тот момент где показывается что будет если сатанисты и даже сектанты добьются своего). Съёмки начали в апреле 2013 года, в Доминиканской Республике и Новом Орлеане. Первый трейлер к фильму был выпущен 16 октября 2013 года, а второй — 5 декабря. Начальная маркетинговая кампания была ориентирована на интимные аспекты истории любви МакКоллов, а последующая больше сосредотачивалась на гранях ужасов фильма.

## Отзывы и рейтинг
Фильм получил в основном негативные отзывы зрителей. Рейтинг фильма на сайте «Rotten Tomatoes» составляет 17 %, а среди наиболее авторитетных критиков — 13 %. «Metacritic» присваивает фильму средневзвешенный рейтинг 33 из 100, базирующийся на отзывах 18 профессиональных критиков.
Большая часть негативной критики, в основном, сосредоточена на сходстве фильма с другими картинами, такими как «Паранормальное явление» и «Ребёнок Розмари». Однако, известный режиссёр Элай Рот поддержал «Пришествие Дьявола», написав в своём официальном Twitter аккаунте положительный отзыв о фильме, указав, что не нужно сравнивать фильм с «Ребенком Розмари», который является «Святым Граалем» в мире кино, а нужно отталкиваться лишь от собственных впечатлений.

## Саундтрек
1. Once Upon A Time — The Gaslight Anthem
2. I Belong To You — Mallory Sands
3. Bridal Chorus — Richard Wagner
4. Love Me Tender — Jordan Rippe
5. No More Words — Berlin
6. As You Were — Alkaline Trio
7. Tenderness — General Public
8. Be Mine — The McCall Twins
9. Quieren Brilla — El Aria
10. The Oogum Boogum Song — Brenton Wood
11. Devil’s Alibaba — Edgar Molina
12. Devil’s Batucada — Edgar Molina
13. Nadie Pone Pero — Adelobo
14. Melma — Di Angelo
15. Eres Tan Barrial — Di Angelo
16. Que Lio — La Bambola Slow
17. Wakala — Di Angelo
18. Cuckoo — Buddy Stuart
19. Shakin’ Hands — Sera Cahoone
20. Across The Wide Missouri — Cash McCall